# Анатолије Лаодикијски
Анатолије Лаодикијски (грч. Ανατολιος Λαοδικειας, Анатолије Александријски; прва половина 3. века, Александрија - 3. јул 283) - православни епископ Лаодикије, философ из Александрије, научник и политичар. Поштован је као светитељ и у православној и у католичкој традицији. Дан сећања - 3. јул. Назван Лаодикијским од стране становника града Лаодикије током његовог путовања тамо.

## Биографија
Анатолије је рођен у Александрији у Египту. И пре него што је Анатолије проглашен за светитеља Цркве, уживао је висок ауторитет у научним круговима Александрије. Стекао је одлично образовање из геометрије, аритметике, физике, реторике, дијалектике и астрономије. Према Јевсевије Цезарејском, Анатолије се сматрао изузетним представником Аристотелове филозофске школе у Александрији.
Написао је десет књига „Увод у аритметику“, као и друга дела. Правила о Ускрсу, као и једно од првих ускршњих посланица, саставио је на основу 19-годишњег циклуса. Анатолијева дела објављена су у 10. тому Патрологиӕ Грӕца: то су сачувани фрагменти из дела „Увод у аритметику”, као и дела „Правило Ускрса”. У свом есеју „Правило Ускрса“ Анатолије објашњава принцип прослављања старозаветног Васкрса: после равнодневице и пуног месеца (одломак из овог дела цитиран је у 7. књизи Црквена историја од Јевсевија Кесаријског); Занимљиво је да се у њему Анатолије позива на Књигу Еноха да би израчунао датум Васкрса. У Првој књизи Еноховој, у њеном 14. поглављу, лунарни и соларни циклуси се заправо упоређују.
Анатолиј се доказао не само као научник, већ и као политичар и јавна личност. Јевсевије Кесаријски јавља да се свети Анатолије за време устанка нашао у Александрији. Римљани су опседали тај део града који се звао Брусијум, а људи су почели да гладују. Свети Анатолије је преговарао са Римљанима, и они су пристали да пусте болеснике, старце, жене и децу, након чега су се побуњеници предали.
Током путовања у Лаодикију, Анатолија су локални становници прогласили епископом тога града.